# Ken Hensley
Ken Hensley, właściwie Kenneth William David Hensley (ur. 24 sierpnia 1945 w Plumstead, zm. 4 listopada 2020 w Agost) – angielski muzyk rockowy, wokalista, kompozytor, autor tekstów, multiinstrumentalista i producent muzyczny, najbardziej znany ze swojej współpracy z Uriah Heep (1970-1980). Był także keyboardzistą zespołów: The Gods (1965-1969), Toe Fat (1969), Head Machine (1969), Blackfoot (1982-1985) i W.A.S.P. (1989). 

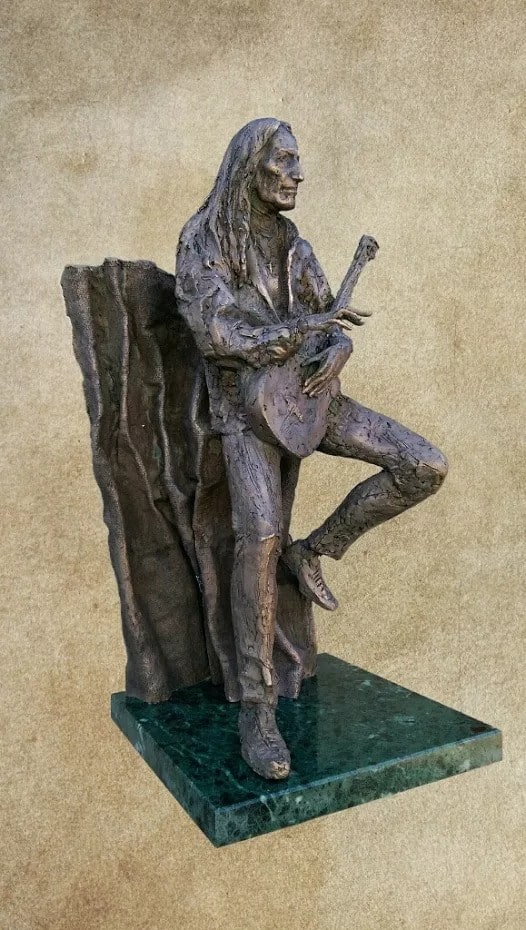
Rzeźba Kena Hensleya autor Giennadij Jerszow brąz, marmur. 2014 rok

Napisał lub jest współautorem większości piosenek Uriah Heep z tego okresu, w tym przebojów „Lady in Black” (na których śpiewał główne wokale), „Easy Livin'” i „Stealin'”, a także „Look at Yourself”, na którym śpiewał również wokale główne, oraz „Free Me”. Jego podstawowym instrumentem były organy Hammonda B3, ale równie dobrze radził sobie jako gitarzysta, często wykorzystujący technikę „slide”. Hensley pojawił się na 13 albumach z Uriah Heep, a także na wielu albumach koncertowych i składankach, a także wydał 12 płyt solowych, jeden album koncertowy i pięć składanek.

## Życiorys

### Wczesne lata
Urodził się w Plumstead, w południowo-wschodnim Londynie, jako syn Evelyn, która prowadziła agencję pracy, i Williama Hensleya, dyrektora generalnego firmy inżynierskiej. W 1955 wraz z rodzicami, trzema braćmi i siostrą przeprowadził się do Stevenage w Hertfordshire. W wieku 12 lat nauczył się grać na gitarze z książki Berta Weedona, a później uczył się gry na organach Hammonda. 

### Kariera
Jego pierwszy koncert odbył się w The Mentmore Pen Factory w Stevenage we wrześniu 1960. Potem grał z The Blue Notes, Ken and the Cousins and Kit and the Saracens (1962). W 1963 zespół przekształcił się w The Jimmy Brown Sound i nagrali kilka piosenek, uważanych obecnie za zaginione. W tym czasie pierwsza „zawodowa” okazja Hensleya prawie się nadarzyła: mieli wesprzeć Bena E. Kinga podczas wizyty w Wielkiej Brytanii. Wizyta jednak nie doszła do skutku.
Jego pierwszym profesjonalnym zespołem była formacja The Gods, której działalność rozpoczęła się w 1965. Zespół, przez który przewinęli się tak znani muzycy jak: Mick Taylor (później: John Mayall’s Bluesbreakers i The Rolling Stones), Greg Lake (później: King Crimson i Emerson, Lake and Palmer), Lee Kerslake (później: Uriah Heep i Ozzy Osbourne) oraz John Glascock (później: Carmen i Jethro Tull), pozostawił po sobie dwa albumy.
Kolejną płytę długogrającą nagrał pod szyldem Head Machine, która wydała jedyny album pod prowokującym wówczas tytułem Orgasm (album ukazał się dopiero na początku 1970 r.). Jeszcze w tym samym 1969 zespół Head Machine w zmienionym nieco składzie przekształcił się w grupę Toe Fat. W nagraniu debiutanckiego albumu formacji wziął udział Ken Hensley.
Na początku 1970 Hensley wyciągnął pomocną dłoń do grupy Spice, znudzonej dotychczasowym stylem bluesrockowego muzykowania. Po dołączeniu do tej formacji (grali w niej m.in. Mick Box i David Byron), wkrótce przekształciła się ona w Uriah Heep. 
W latach 70. Uriah Heep stał się jednym z najbardziej popularnych zespołów hardrockowych, i to nie tylko na Wyspach Brytyjskich. Grupa uchodzi za prekursora heavy metalu. Jej początki wiąże się z ruchem hippisowskim. Wraz z Deep Purple, Led Zeppelin i Black Sabbath jest zaliczana do tak zwanej wielkiej czwórki hard rocka.
Wiodącą postacią w zespole był Ken Hensley, który stał się jej głównym kompozytorem. Spod jego pióra wyszły takie przeboje jak: „Lady In Black”, „Easy Livin’”, „Look at Yourself”, „Sunrise” czy „Stealin’”. Utwór „Easy Livin'” został wykorzystany w dramacie kryminalnym Sidneya Lumeta Pieskie popołudnie (1975).
W 1980 Hensley odszedł z Uriah Heep, niezadowolony z muzycznego stylu, w którym zespół zaczął grać. Dołączył do hard southern-rockowej grupy z USA, Blackfoot. Nagrał z nią dwa albumy, z których pierwszy, Siogo z 1983, zasługuje na wyróżnienie. Przebywając na stałe za Atlantykiem, Hensley brał udział w nagraniach znanych wykonawców, takich jak W.A.S.P. czy Cinderella. 
W tamtym okresie (lata 90. i początek XXI w.), muzyczna aktywność Kena Hensleya jako muzyka solowego nie malała. Chociaż wiele jego projektów nie zyskiwało komercyjnego sukcesu, były to produkcje ze wszech miar godne uwagi (przykładem „A Glimpse of Glory” i „Running Blind”). Warto podkreślić, że artysta spełniał się solowo jeszcze w okresie, gdy był członkiem Uriah Heep. Na wyróżnienie zasługuje zwłaszcza jego debiut pt. „Proud Words on a Dusty Shelf” z 1973, w realizacji którego wzięli udział członkowie macierzystej grupy.
XXI wiek to „hiszpański” okres w działalności Hensleya. Osiadł tam na stałe w miejscowości Agost, tworząc nowe płyty oraz koncertując w wielu krajach Europy. Wystąpił m.in. w stolicy Bułgarii, Sofii, w ramach trasy „Rock on the Rocks Tour 2011”. Nieco wcześniej, w 2007, napisał rock operę Blood on the Highway, z Glennem Hughesem, Johnem Lawtonem i Jørnem Lande w rolach wokalistów.

## Życie prywatne
Był żonaty z Monicą. Określał siebie jako chrześcijanina. 
Zmarł 4 listopada 2020 w Agost w Hiszpanii w wieku 75 lat po krótkiej chorobie. Przed śmiercią miał pracować nad swoją kolejną płytą.

### Zespoły
Wykaz zespołów oraz grup, w których Hensley występował gościnnie:
- The Gods (1965–1969)
- Head Machine (1969)
- Toe Fat (1969)
- Uriah Heep (1970–1980)
- Weed (1971)
- Shotgun (1981)
- Ken Hensley Band (1981)
- Blackfoot (1982–1985)
- Ken Hensley & Visible Faith (1999)
- Hensley/Lawton Band (2000–2001)
- Ken Hensley/John Wetton (2001)
- Ken Hensley & Free Spirit (2002)
- Ayreon (2004)
- Ken Hensley & The Viking All-Stars Band (2005)
- Ken Hensley & Live Fire (2006–2020)
- Therion (2007)
- B.T.R. (2008)
- Sunrize (2011).

### Współpraca
Zestawienie albumów, w których realizacji aktywnie uczestniczył Hensley:
- W.A.S.P. (The Headless Children, 1989)
- Cinderella (Heartbreak Station, 1990)
- Bruce Cameron (Midnight Daydream, 1999)
- Toni Rowland (Unfolding, 2010).

## Dyskografia

### Albumy solowe
Zestawienie płyt wg portalu muzycznego allmusic.com:
- 1973: Proud Words on a Dusty Shelf (czas: 39'4")
- 1975: Eager to Please (42'20")
- 1981: Free Spirit (35'2")
- 2002.09.26: Running Blind (53'51")
- 2003.01.01: Glimpse of Glory (60'40")
- 2003.07.29: More Than Conquerors (55'7")
- 2004.04.19: The Last Dance
- 2005.08.29
  - The Wizard's Diary, Vol. 1 (66'41")
  - The Wizard's Diary, Vol. 2
- 2006.09.18: Inside the Mystery(113'2") 2x CD
- 2007.06.04: Blood On The Highway (52'41")
- 2011: Faster (60'17")
- 2012: Love & Other Mysteries
- 2013.04.23: Live Tales (61'21")
- 2020.04.03: Tales of Live Fire & Other Mysteries.

### Inne nagrania
- albumy studyjne z Uriah Heep[20]:
  - 1970.09: ...Very 'Eavy ...Very 'Umble (czas: 39'1")
  - 1971.01: Salisbury (38'12")
  - 1971.11: Look at Yourself (41'32")
  - 1972.05.19: Demons and Wizards (39'52")
  - 1973.02: The Magician's Birthday (37'55")
  - 1973.09: Sweet Freedom (75'39")
  - 1974: Wonderworld (54'3")
  - 1975: Return to Fantasy (57'41")
  - 1976: High and Mighty (47'34")
  - 1977: Firefly (55'15")
  - 1977: Innocent Victim (50'21")
  - 1978: Fallen Angel (54'26")
  - 1980: Conquest (61'1")
  - 1996: A Time of Revelation
- albumy z The Gods:
  - 1968: Genesis (43'6")
  - 1970: To Samuel A Son (47'28")
  - 1970: The Gods Featuring Ken Hensley
- płyta z Head Machine:
  - 1969: Orgasm (36'5")
- album z Toe Fat:
  - 1970: Toe Fat (38'52")
- płyta z Weed:
  - 1971: Weed...! (31'15")
- albumy studyjne z Blackfoot:
  - 1983.05: Siogo (41'2")
  - 1984.10: Vertical Smiles (35'22")
- album studyjny z Ken Hensley & Live Fire:
  - 2013: Trouble.